# Commewijne (Fluss)
Der Commewijne  (Sranantongo: Kawina-liba; liba = „Fluss, Strom“) ist ein Fluss im Norden von Suriname, im Distrikt Commewijne.
Er entspringt in den Hügeln des Distrikts Commewijne mit als wichtigste Quellflüsse den Ober-Commewijne, den Tempati- und Mapanekreek. Nordwärts fließend nimmt der Commewijne in der jüngeren Küstenebene erst den Cassewinica als linken Nebenfluss auf und wendet sich nördlich der ehemaligen Plantage Potribo allmählich nach Westen. 
In Stolkertsijver bei Potribo steht die einzige, 1980 gebaute Brücke über den Commewijne. Sie ist Bestandteil der rund 1960 angelegten Ost-West-Verbindung in Suriname. Bis zur Fertigstellung der Brücke bestand hier eine Fährverbindung.
Nachdem der Commewijne auch den Commetewanekreek aufgenommen hat, vereinigt er sich mit dem Cottica und nimmt bei der Plantage Alliance über den Warappa-, Matapica- und Tapoeripakanal mit dem Atlantik Verbindung auf. Nach der Einmündung des Orleanakreek strömt er weiter westwärts und erreicht letztlich über die Mündung des Suriname den Atlantik.
Der Commewijne hat ein Einzugsgebiet von ca. 6600 km².

## Name
Der Fluss wurde im 16. und 17. Jahrhundert auch als Camaiwini und Cammawini bezeichnet. Die Namen haben ihren Ursprung vermutlich in den Arawak Wörtern: kama = „Tapir“ und wini = „Wasser, Fluss“.